# Konwent Polonia
Konwent Polonia — старейшая польская студенческая корпорация, созданная в 1828 году при Императорском Дерптском университете (ныне Тартуский университет). Эта корпорация продолжала традиции филоматов и филаретов после того, как российские власти закрыли Виленский университет. «Konwent Polonia» относится  ландманшафтам, то есть союзам студентов одной национальности, существовавших со Средневековья. До 1918 года она объединяла студентов, приехавших с территорий бывшей Речи Посполитой, независимо от их вероисповедания, социального происхождения и этничности. Корпорация «Konwent Polonia» продолжает существовать: с 1998 года она объединяет студентов и выпускников вузов Труймясто, Польша.

## Знаки отличия
Цвета корпорации — амарантовый, синий и белый, символизирующие три основные части Польши до раздела. Герб корпорации имеет четыре поля. В первом поле находится монограмма с зашифрованным названием организации и восклицательным знаком. Во втором, третьем и четвертом полях соответственно находятся: Орел, Погоня и Архангел Михаил. Гербы на щите, как и цвета, символизируют Корону (Королевство Польское), Литву ( Великое княжество Литовское ) и Русь. Над щитом располагается увенчанный медальоном шлем, над ним три страусовых пера в цветах корпорации. Под щитом два шарфа с девизом корпорации: «Один за всех, все за одного» и «1 > 2» (Единство больше двух). Члены Конвента носят трехцветную «банду» (лит. bandę), то есть стилизованный ремень для оружия, от левого плеча к правому, в память о предоставлении членам Конвента права использовать пистолеты на дуэлях в 1851 году. Элементом полного корпоративного костюма является также кепка в цветах корпорации с характерным рисунком (звездой) снизу. Кандидаты в корпорацию, не имеющие права использовать цвета, традиционно носят банды и кепки гранатового цвета. Кепка корпорации имеет звезду (с 1919 г.) и пять вставок по краю, символизирующих пять членов Конвента, погибших на дуэлях с немецкими корпорантами в XIX веке. Регламентом Конвента предусмотренно, что действующий член Конвента имеет право носить корпоративную форму одежды, состоящую из амарантовой куртки (так называемой бекеши) и брюк белого цвета.